# Tambaan (Gadingrejo)
Tambaan is een bestuurslaag in het regentschap Pasuruan van de provincie Oost-Java, Indonesië. Tambaan telt 3347 inwoners (volkstelling 2010).